# Parsonz
Parsonz (toponimo romancio; in tedesco Präsanz, desueto) è una frazione del comune svizzero di Surses, nella regione Albula (Canton Grigioni).

## Geografia fisica
Parsonz è situato nella Val Sursette, sulla sponda sinistra del torrente Giulia.

## Storia

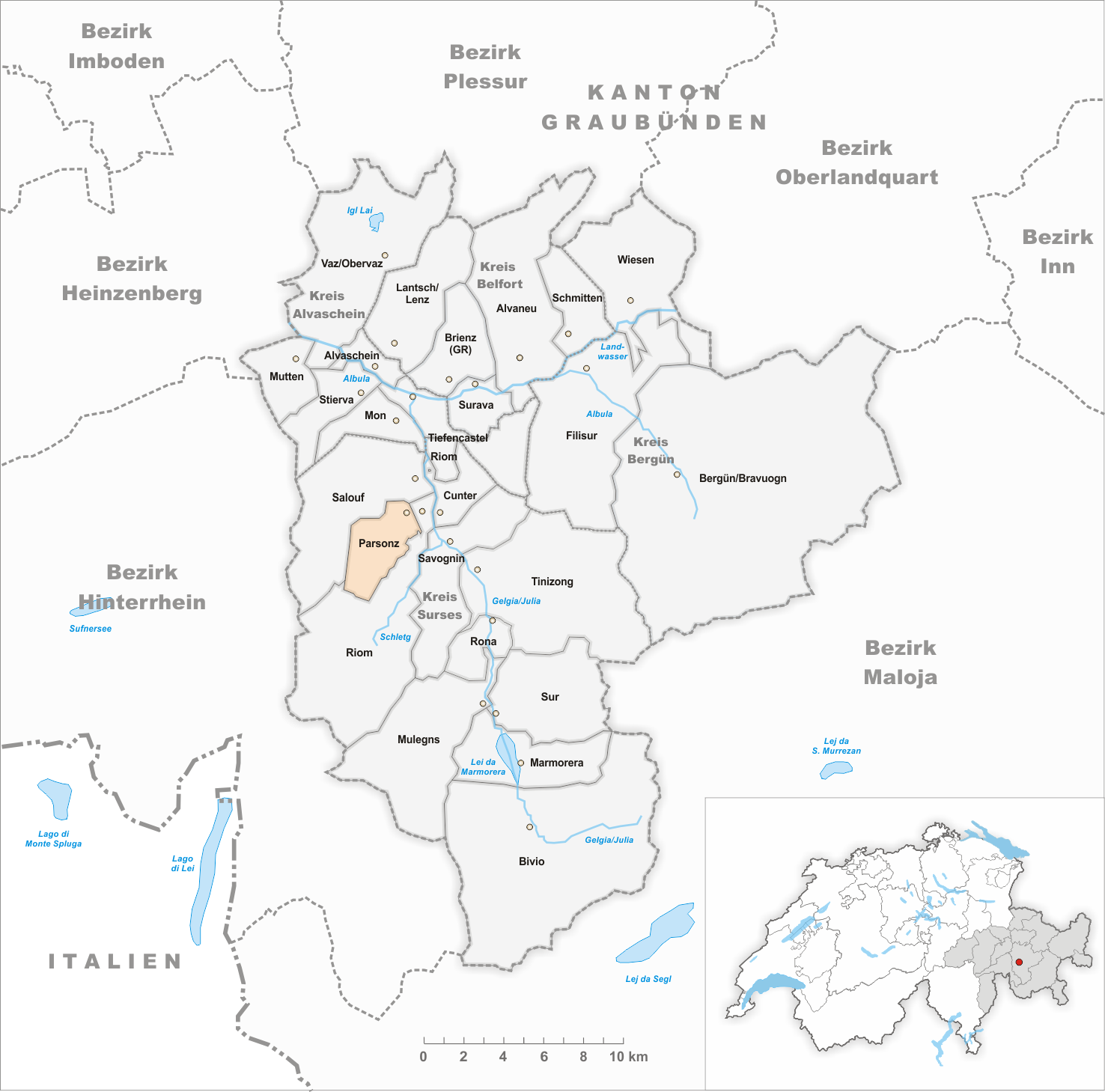
Il territorio del comune di Parsonz prima degli accorpamenti comunali del 1979

Già comune autonomo che comprendeva anche la frazione di Salaschigns, nel 1979 fu accorpato all'altro comune soppresso di Riom per formare il nuovo comune di Riom-Parsonz, il quale a sua volta il 1º gennaio 2016 è stato accorpato agli altri comuni soppressi di Bivio, Cunter, Marmorera, Mulegns, Salouf, Savognin, Sur e Tinizong-Rona per formare il nuovo comune di Surses.

## Monumenti e luoghi d'interesse

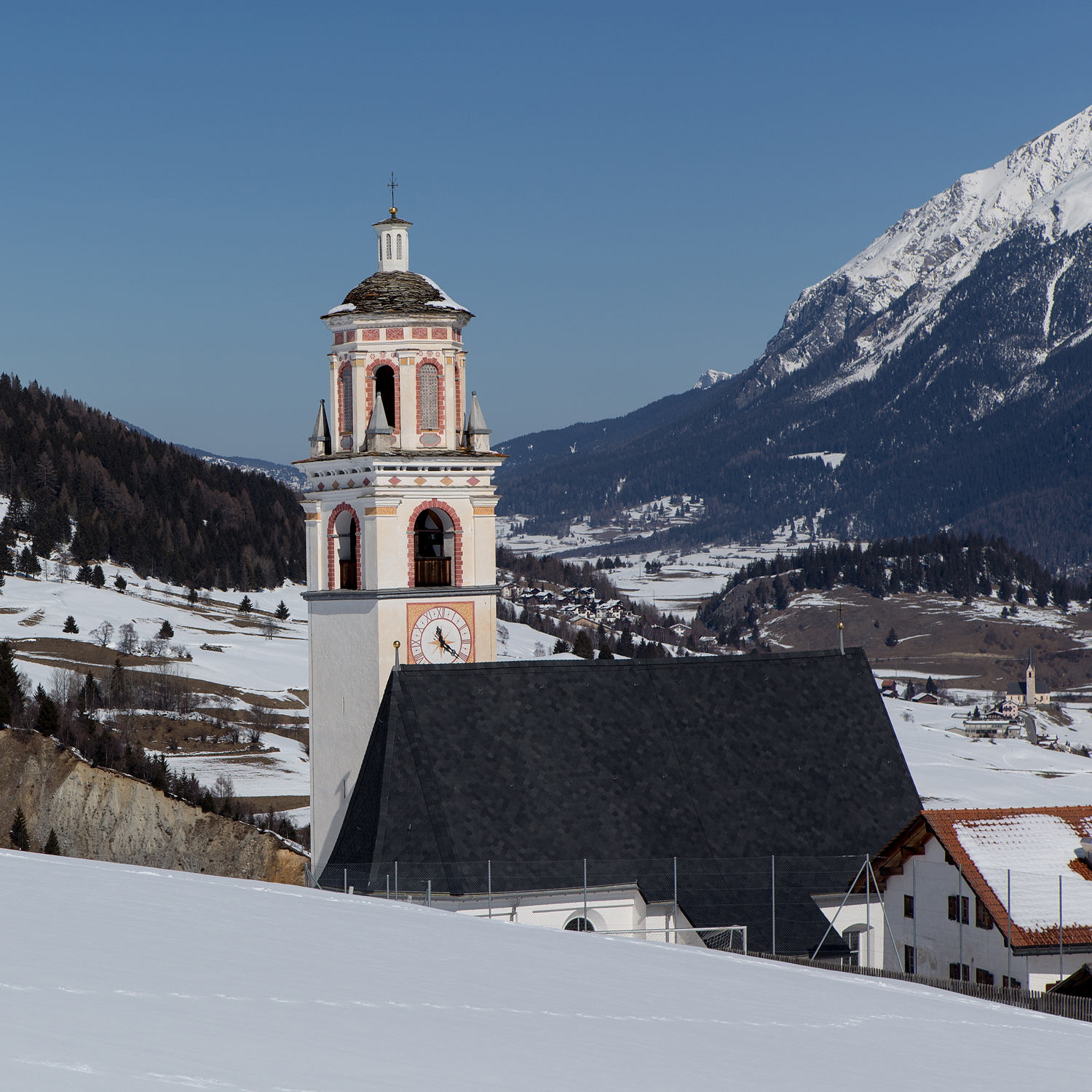
La chiesa di San Nicolao

- Chiesa cattolica di San Nicolao, eretta nel 1475 e ricostruita nel 1663[1];
- Cappella cattolica di San Bartolomeo in località Salaschigns, attestata dal 1508[1].

## Società

### Evoluzione demografica
L'evoluzione demografica è riportata nella seguente tabella:
Abitanti censiti

## Amministrazione
Ogni famiglia originaria del luogo fa parte del comune patriziale che ha la responsabilità della manutenzione di ogni bene comune.